# Sylvia Constantinidis
Sylvia Constantinidis   (Veneçuela, 3 de desembre de 1962) és una pianista, compositora, professora de música i directora d'orquestra veneçolana.

## Joventut i educació
Sylvia Constantinidis va néixer a Veneçuela i va començar els seus estudis de música a una edat primerenca a Caracas. Els seus professors de música a Veneçuela van incloure Modesta Bor, Alberto Grau, Beatriz Bilbao i Isabel Aretz. Va continuar els seus estudis a París a l'École Martenot i a la universitat de La Sorbona de París. Va treballar com a pianista a Veneçuela, tocant amb orquestres i de gira, i es va llicenciar amb una llicenciatura en arts i música a la Universitat Central de Veneçuela. A la dècada del 1990, es va graduar amb un màster en interpretació de piano i més tard va obtenir un segon màster en teoria i composició musical de la Universitat de Miami. També té un diploma d'estudis superiors de postgrau en música de la Universitat de Boston.

## Carrera artística
Constantinidis va rebre el premi The Music Note 2003 per les seves tres òperes infantils Lincoln, Ponce de Leon i The First Thanks Giving, que es va estrenar a Florida. Va ser guardonada amb el premi Educator of Note 2003 per la Fundació Ethel i W. George Kennedy Family, i el premi ASCAP Plus per a la música de concerts el 2009 i 2010. Exerceix com a directora artística de l'Omorfia Contemporary Ensemble i de la Southeast Composers Chamber Orchestra. Constantinidis ha estat presidenta del Southeast Chapter of NACUSA (Associació Nacional de Compositors dels Estats Units d'Amèrica). En 2019 estrenade 3 òperes amb notable èxit a Europa i als EUA : 'Amaranta, Afrodita i Araminta.

## Premis i reconeixements
La llista de premis i reconeixements de Constantinidis inclouen:
- «Grant Award, THE EDUCATION FUND» Opera Adventure Project, Gener de 2001.
- «Grant: THE EDUCATION FUND» Opera Adventure Project Dissemination, Maig de 2002.[8]
- «Grant Award»: GFWC Hialeah Womans Club. Conductor, String Youth Orchestra Program, Desembre de 2002.
- «Educator of Note Award 2003», Premi Educadora de Música de l'Any, Ethel and W. George Kennedy Family Foundation i el Young Patronesses of the Opera, la Gran Òpera de Florida. Per motivar i inspirar creativament els nens petits en l'àmbit de l'educació musical, promovent el camp de l'opera i la creació de tres òperes infantils (obres de composició original), 2003.[9]
- «Grant Award, THE EDUCATION FUND», Opera Adventure Project Disseminator Award.-Adapter Alina Mustelier at Claude Pepper Elementary School MDCPS[10]
- «Grant Award, THE EDUCATION FUND», Opera Adventure Project Disseminator Award. -Adapter Janet Duguay Kirsten at Claude Pepper Elementary School MDCPS 3. Maig de 2006.
- «Featured Author», inclosa en Miami International Book Fair. Tres publicacions d'obres musicals per a piano: Rubi & Stone Op.23, Suite Infantil Op.11, Impressions Op.13. Miami Dade College. Miami, 2006.
- «International Award: ERM Media». Composition Macondo Poems inclosa en l'International Compilation CD Masterworks of the New Era Recording Series, Volum 14, Gener 2007.[11]
- ASCAP-PLUS AWARD (Concert musical), ASCAP, 2009.
- 10th Latin Grammy, Nominació Best Classical Contemporary Composition per a Macondo Poems on the ERM Masterworks of the New Era vol. 14. 2009.
- ASCAP-PLUS AWARD (Concert musical), ASCAP, 2010.
- Fellow US Artist-Projects. United States Artist Program. Nominada pel Broward County Cultural Division. Florida, USA, 2012.
- Educator of Note Honorable Mention. Young Patronesses of the Opera 20th Anniversary. South Florida, 2014.
- «Urban Arts Berlin Award». Composició Visions inclosa en l'International Compilation CD Synthesis, Recording Series, Vol 2. Berlin, Alemanya. Juliol de 2015.[12]
- «Artist-in-Residence». Fundacion Artistas Por La Paz (Fundació veneçolana), 2016.
- «Artist-in-Residence». Visual Arts Multimedia & Sound Installations. Kroma Arts, USA, 2017.
- «Artist Cultural Ambassador». YLAI -Young Leaders of America- Professional Fellows Program Reverse Exchange - U.S. Department of State Program. USA, Gener de 2018.
- «Global Music Award», Medalla de Bronze. Categoria: Protest Music. Per a la música del video «Venezuela te Veremos Renacer», per Sylvia Constantinidis. 3 de març de 2018.

## Obres seleccionades
Constantinidis compon per a orquestra, conjunt de cambra, teatre i bandes sonores de pel·lícules. Entre les obres seleccionades s'hi inclouen:
- Macondo Poem, Op. 41, per a flautí, flauta, oboè, clarinet i fagot, 2005[11][13][14]
- Études de Concert, Op. 51, per a piano[15]
- Treize Études, Op. 53, per a orquestra, 2006-2007[16]
- Études de Concert, Op. 52, per a violoncel i piano, 2007[17]
- Cantos de Espanha, Concert per a clavicèmbal i orquestra, Op. 63, 2008-2009[18]
- Pierrot et Colombine, Op. 68, Concert per a violí, marimba i orquestra, 2009[18]

## Publicacions
- Constantinidis, Sylvia. "Start Method", a collection of educational materials for piano, strings, voice, solfege, music theory and ear-training (en anglès).
- Constantinidis, Sylvia «Mozart, Cervantes and The Greek Satire» (en anglès). Polygon. Liberal Arts and Sciences Department, Miami-Dade College, Hialeah Campus [Florida, USA], 1(1), 1-2006.
- Constantinidis, Sylvia «Treize Etudes Pour L'Orchestre» (en anglès). Open Access Theses, 2008.
- Constantinidis, Sylvia. Space and Time Continuity: On My 13 Etudes Pour L'Orchestre (en anglès).  ALemanya: LAP Lambert Academic Publishing AG & Co. KG, 2012. ISBN 978-3848427086.
- Constantinidis, Sylvia «La Contemporaneidad en la Obra Para Piano de Antonio Estevez» ( PDF) (en castellà). Revista Cultural Carohana. Universidad Pedagogica Experimental Libertador [Barquisimeto, Venezuela], 20, 01-06-2016. Arxivat de l'original el 2017-01-03 [Consulta: 16 juliol 2020].
- Constantinidis, Sylvia «ISCM-Young Composers Award: A Commission Opportunity for Young Composers» ( PDF) (en anglès). ComposerUSA. National Association of Composers of The United States NACUSA, 1(1), estiu 2015, pàg. 8. Arxivat de l'original el 2017-09-29 [Consulta: 16 juliol 2020].

## Discografia
- Federico S. Villena: Musica Para Piano de Salon. Pianist: Sylvia Constantinidis. UCV. Tesis La Musica Para Piano de Salon de Federico S. Villena: Una Manifestacion del Eclecticismo Musical de Venezuela en el Siglo XIX. Caracas, Venezuela. juliol 1987.[19]
- Work: Macondo Poems, for Woodwind Quintet, by Sylvia Constantinidis. CD: Masterworks yof The New Era Vol.14, ERM Media Label. Jan 2007.
- Sylvia Par Elle-Même CD of Piano Music composed and performed by Sylvia Constantinidis. Coleccion Latinoamericana. Guinima Media Label. USA, 2012.
- Venezuela XIX: Danzas. Musica Para Piano de Salon. Pianist: Sylvia Constantinidis. Coleccion Latinoamericana. Guinima Media Label. USA, 2013.
- Work: Visions for Chamber Orchestra, Prepared Digital SoundTrack and Alleatory Audience Participation, by Sylvia Constantinidis. Recorded live at the Flamingo International Festival of Contemporary Music 2010 with the Secco Sinfonietta conducted by Sylvia Constantinidis. CD: Synthesis No. 2. by Urban Arts Berlin Label. Berlin, Germany. 2015.[20]
- Song of Peace. A CD of LatinAmerican Classical Piano Music. Pianist Sylvia Constantinidis. Fundacion Artistas por La Paz. Coleccion Latinoamericana. Guinima Media Label. USA. 2016.[19]
- Alberto Ginastera Centennial. Pianist: Sylvia Constantinidis. XIX Festival Latinoamericano de Musica Contemporanea -Sponsor-. Coleccion Latinoamericana. Guinima Media Label. USA.2016.[21]
- Antonio Estevez: 17 Piezas Infantiles. Pianist: Sylvia Constantinidis. XIX Festival Latinoamericano de Musica Contemporanea -Sponsor-. Coleccion Latinoamericana. Guinima Media Label. USA. 2017.